# Championnat d'Europe féminin de volley-ball 1975
Navigation
Italie 1971 Finlande 1977
Le 9e championnat d'Europe de volley-ball féminin a eu lieu à Belgrade, en Yougoslavie, du 18 au 25 octobre 1975.

## Équipes présentes
| - Yougoslavie (Organisateur) - URSS (Vainqueur du Championnat d'Europe 1971) - Tchécoslovaquie (2e au Championnat d'Europe 1971) - Pologne (3e au Championnat d'Europe 1971) - Bulgarie (4e au Championnat d'Europe 1971) - Hongrie (5e au Championnat d'Europe 1971) | - Allemagne de l'Est - Allemagne de l'Ouest - Belgique - Italie - Pays-Bas - Roumanie |

## Tour préliminaire

### Composition des groupes
| Poule A                                                                   | Poule B                                          | Poule C                                                |
| ------------------------------------------------------------------------- | ------------------------------------------------ | ------------------------------------------------------ |
| Site : Rijeka Allemagne de l'Est Allemagne de l'Ouest Hongrie Yougoslavie | Site : Banjaluka Bulgarie Pays-Bas Roumanie URSS | Site : Negotin Belgique Italie Pologne Tchécoslovaquie |

### Poule A
| # | Équipe               | Pts | J | G | P | Sp | Sc | Ratio | Pp  | Pc  | Ratio |
| - | -------------------- | --- | - | - | - | -- | -- | ----- | --- | --- | ----- |
| 1 | Hongrie              | 6   | 3 | 3 | 0 | 9  | 1  | 9     | 144 | 76  | 1.895 |
| 2 | Allemagne de l'Est   | 5   | 3 | 2 | 1 | 7  | 3  | 2.333 | 133 | 92  | 1.446 |
| 3 | Yougoslavie          | 4   | 3 | 1 | 2 | 3  | 7  | 0.429 | 99  | 133 | 0.744 |
| 4 | Allemagne de l'Ouest | 3   | 3 | 0 | 3 | 1  | 9  | 0.111 | 70  | 145 | 0.483 |

### Poule B
| # | Équipe   | Pts | J | G | P | Sp | Sc | Ratio | Pp  | Pc  | Ratio |
| - | -------- | --- | - | - | - | -- | -- | ----- | --- | --- | ----- |
| 1 | URSS     | 6   | 3 | 3 | 0 | 9  | 2  | 4.5   | 150 | 93  | 1.613 |
| 2 | Bulgarie | 5   | 3 | 2 | 1 | 7  | 4  | 1.75  | 132 | 116 | 1.138 |
| 3 | Roumanie | 4   | 3 | 1 | 2 | 5  | 6  | 0.833 | 132 | 142 | 0.93  |
| 4 | Pays-Bas | 3   | 3 | 0 | 3 | 0  | 9  | 0     | 72  | 135 | 0.533 |

### Poule C
| # | Équipe          | Pts | J | G | P | Sp | Sc | Ratio | Pp  | Pc  | Ratio |
| - | --------------- | --- | - | - | - | -- | -- | ----- | --- | --- | ----- |
| 1 | Tchécoslovaquie | 6   | 3 | 3 | 0 | 9  | 3  | 3     | 167 | 96  | 1.74  |
| 2 | Pologne         | 5   | 3 | 2 | 1 | 8  | 4  | 2     | 156 | 113 | 1.381 |
| 3 | Italie          | 4   | 3 | 1 | 2 | 5  | 7  | 0.714 | 112 | 146 | 0.767 |
| 4 | Belgique        | 3   | 3 | 0 | 3 | 1  | 9  | 0.111 | 63  | 143 | 0.441 |

## Phase finale

### Classement 1-6
| # | Équipe             | Pts | J | G | P | Sp | Sc | Ratio | Pp  | Pc  | Ratio |
| - | ------------------ | --- | - | - | - | -- | -- | ----- | --- | --- | ----- |
| 1 | URSS               | 10  | 5 | 5 | 0 | 15 | 2  | 7.5   | 244 | 120 | 2.033 |
| 2 | Hongrie            | 9   | 5 | 4 | 1 | 12 | 7  | 1.714 | 237 | 217 | 1.092 |
| 3 | Allemagne de l'Est | 7   | 5 | 2 | 3 | 8  | 11 | 0.727 | 225 | 221 | 1.018 |
| 4 | Bulgarie           | 7   | 5 | 2 | 3 | 8  | 11 | 0.727 | 211 | 243 | 0.868 |
| 5 | Tchécoslovaquie    | 7   | 5 | 2 | 3 | 8  | 11 | 0.727 | 201 | 241 | 0.834 |
| 6 | Pologne            | 5   | 5 | 0 | 5 | 6  | 15 | 0.4   | 211 | 287 | 0.735 |

### Classement 7-12
| #  | Équipe               | Pts | J | G | P | Sp | Sc | Ratio | Pp  | Pc  | Ratio |
| -- | -------------------- | --- | - | - | - | -- | -- | ----- | --- | --- | ----- |
| 7  | Roumanie             | 10  | 5 | 5 | 0 | 15 | 0  | MAX   | 227 | 116 | 1.957 |
| 8  | Yougoslavie          | 9   | 5 | 4 | 1 | 12 | 6  | 2     | 242 | 214 | 1.131 |
| 9  | Italie               | 7   | 5 | 2 | 3 | 9  | 10 | 0.9   | 219 | 216 | 1.014 |
| 10 | Allemagne de l'Ouest | 7   | 5 | 2 | 3 | 7  | 11 | 0.636 | 198 | 230 | 0.861 |
| 11 | Pays-Bas             | 7   | 5 | 2 | 3 | 7  | 12 | 0.583 | 227 | 248 | 0.915 |
| 12 | Belgique             | 5   | 5 | 0 | 5 | 4  | 15 | 0.267 | 183 | 272 | 0.673 |

## Classement final
| Classement                 | Pays                 |
| -------------------------- | -------------------- |
| Médaille d'or, Europe      | URSS                 |
| Médaille d'argent, Europe  | Hongrie              |
| Médaille de bronze, Europe | Allemagne de l'Est   |
| 4e                         | Bulgarie             |
| 5e                         | Tchécoslovaquie      |
| 6e                         | Pologne              |
| 7e                         | Roumanie             |
| 8e                         | Yougoslavie          |
| 9e                         | Italie               |
| 10e                        | Allemagne de l'Ouest |
| 11e                        | Pays-Bas             |
| 12e                        | Belgique             |